# 2600 Lumme
2600 Lumme è un asteroide della fascia principale. Scoperto nel 1980, presenta un'orbita caratterizzata da un semiasse maggiore pari a 3,0161426 UA e da un'eccentricità di 0,0859047, inclinata di 11,69618° rispetto all'eclittica.